# АМР 33/35
АМР 33/35 (фр. Automitrailleuse de Reconnaissance Renault Modèle 1933/1935) били су француски коњички лаки тенкови из Другог светског рата.

## Историја
Француски план наоружања из 1931. предвиђао је 3 врсте возила за коњицу:
- Automitrailleuse de Découverte (АМД) морало је бити брзо возило великог домета за даља извиђања, у пракси оклопни аутомобил.
- Automitrailleuse de Reconnaissance (АМР) требало је да буде лако возило са два члана посаде за блиско извиђање.
- Automitrailleuse de Combat (АМЦ) било је борбено возило коњице, у пракси тенк.

Два Реноова модела АМР била су мала возила са двочланом посадом предвиђена за извиђање. Иако мали и прилично брзи, извиђачки тенкови АМР били су слабо оклопљени, без ефикасног оружја и радија, што је знатно смањило њихову ефикасност као извиђача.

### АМР 33
Код АМР 33, познатог и као ВМ, једино оружје био је митраљез калибра 7,5 mm. Мотор је био напред, возач у средини, а купола позади.

### АМР 35
АМР 35, познат и као ЗТ, био је нешто већи, али са истим мотором и оклопом, и био је наоружан на више начина:
- ЗТ1 митраљезом (од 7.5/13.2 mm) у куполи.
- ЗТ2 ПТ топом од 25 mm у куполи.
- ЗТ3 истим топом, али у фиксираној оклопној кабини.
- ЗТ4 користио је куполу тенка Рено ФТ-17 са митраљезом.
- АДФ1 био је командно возило са радиом.

Код АМР 35 возач је био напред, а мотор позади.